# Pongwŏn sa
Pongwŏn sa (kor. 봉원사) – główny klasztor koreańskiego zakonu t'aego.

## Historia klasztoru
Klasztor został wybudowany w 889 roku przez mistrza sŏn Tosŏna na zboczu góry An, w innym miejscu (na terenie pałacu Yŏnhui) i pod inną nazwą – Panya sa. 
W 1592 roku podczas japońskiej inwazji na Koreę klasztor został zniszczony. W 1748 roku został przeniesiony w obecny rejon i wtedy dwaj mnisi Chŭngam and Ch'anjŭp zmienili jego nazwę na Pongwŏn. Jest to teren Uniwersytetu Yonsei.
Część klasztoru uległa zniszczeniu w czasie wojny koreańskiej w roku 1950. W 1966 roku wybudowano nowy budynek, jednak został on później przeniesiony do innej części miasta. W 1991 r. wybudowano Gmach 3000 Buddów. W tym samym roku pożar zniszczył główny budynek klasztoru.
Latem 2004 roku odkryto, że seryjny morderca Yoo Young-cheol pogrzebał ponad tuzin swoich ofiar na terenach klasztoru.
Obecnie przebywa w klasztorze 50 mnichów, którzy prowadzą działalność edukacyjną i społeczną.
Corocznie w dniu 6 czerwca odbywa się na terenie klasztoru ceremonia Yŏngsanjae połączona z tańcem i muzyką, poświęcona zjednoczeniu Korei i światowemu pokojowi.
W 2009 roku klasztor został zaliczony do grona Cennego Kulturalnego Dziedzictwa Ludzkości przez UNESCO.

## Adres klasztoru
San 1 Bongwon-dong, Seodaemun-gu, Seul, Korea Południowa 

## Galeria

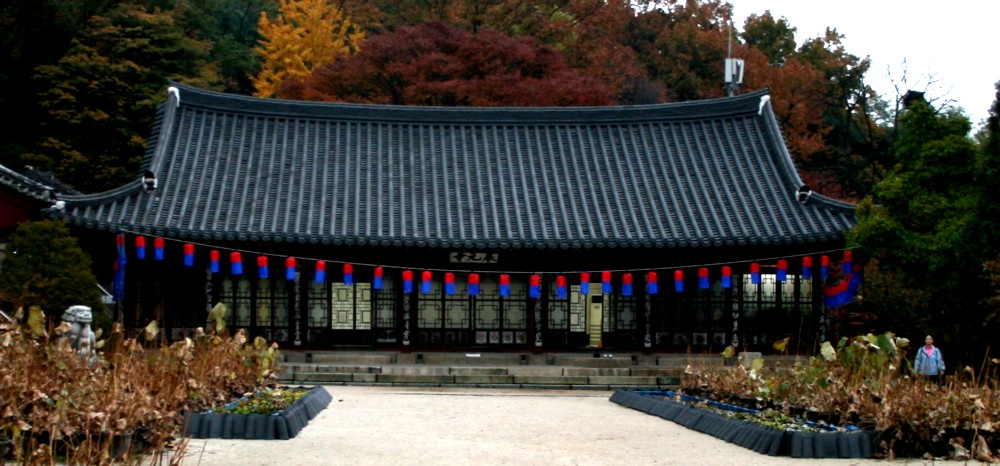